# 목포대교

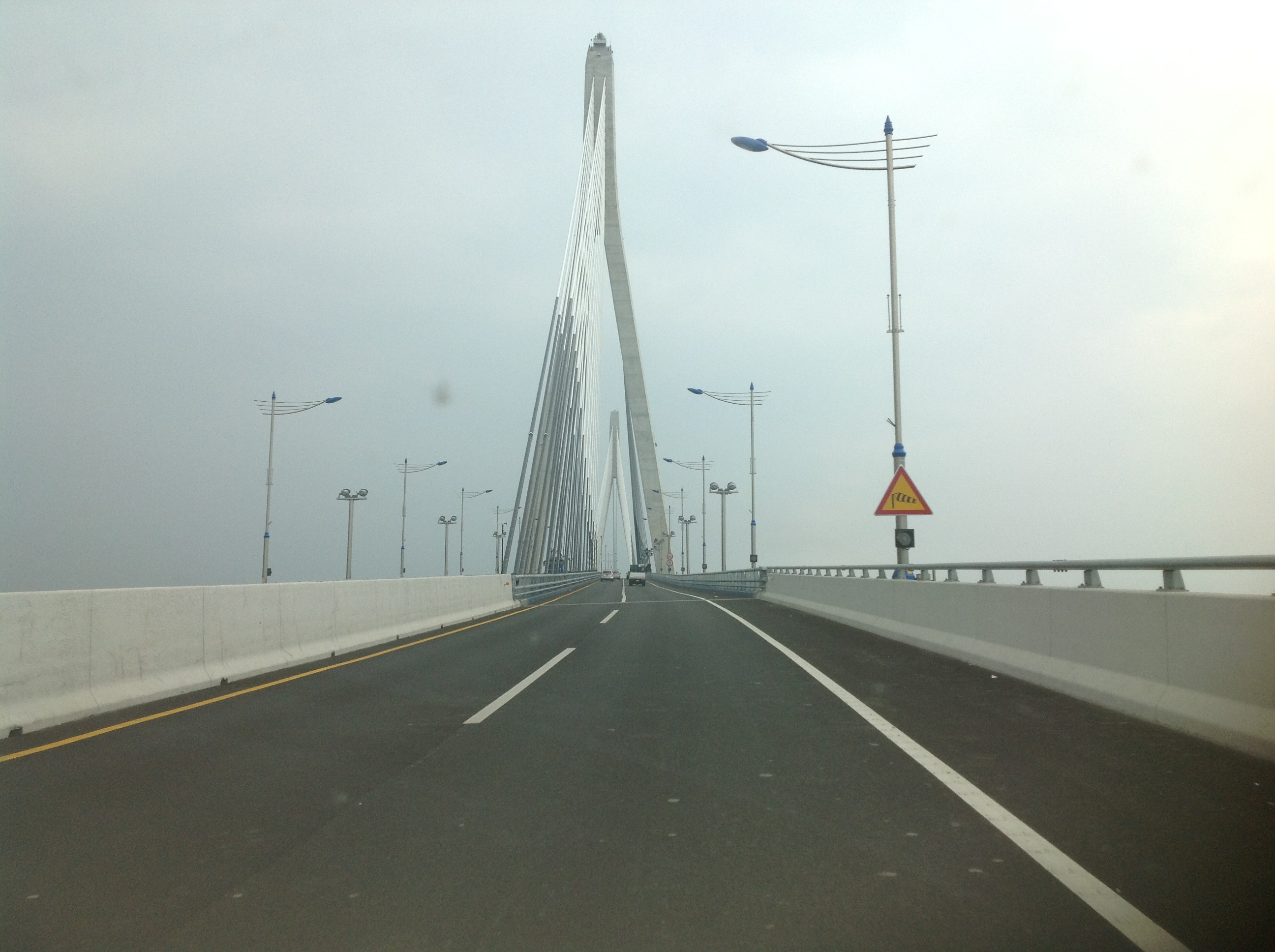
주탑구간의 3웨이 케이블 공법

목포대교(木浦大橋, Mokpo Bridge)는 대한민국 전라남도 목포시에 있는 국도 제1호선의 자동차 전용도로 교량으로, 죽교동과 유달동의 고하도, 허사도를 연결한다. 목포신외항과 서해안고속도로를 연결하는 목포의 관문으로 2012년 6월 29일에 개통된 다리이다. 대불산업단지 - 고하도, 허사도(목포신외항) - 목포대교 - 목포IC ~ 대불산업단지로 구성된 사실상 목포외곽순환도로의 한 주축이다.

## 설계 및 시공
목포대교는 사장교 형식이지만, 세계에서 두 번째, 한국에선 최초로 시도된 3웨이 케이블공법이란 고난이도 공법을 사용함으로써 한국의 대교역사의 새로운 획을 긋고 있다.
일반적인 사장교는 상판 좌우측에 각각 2쌍의 케이블로 지탱하지만 3웨이 케이블공법은 좌우측의 케이블을 1쌍으로 줄이고 이를 상판의 중앙에 옮겨 상판을 고정하는 방식이다.
그렇기 때문에 설계나 시공등에서 고난이도의 기술을 필요로 하며, 케이블을 중앙에 배치함으로써 사장교 좌우측의 경관을 살릴 수 있는게 장점이다. 목포대교는 목포의 시조이며, 상징인 학을 형상화하여 우아한 아름다움을 뽐내고 있다.
또한 목포는 태풍이나 강풍이 자주 부는 지역이기 때문에 다리의 상판은 초속 67.4m, 주탑은 초속 74.9m의 강풍에도 견딜 수 있게 설계되었고, 또한 상판을 유선형으로 만들어 바람의 저항을 최소화시켰다.
북항~고하도 간 총연장 4.129km를 잇는 왕복 4차로로 3,346억 원을 투입, 길이 167.5m짜리 주탑 2개, 교각 36개, 상판 슬라브 36경간이 시공됐다.
사장교 형식은 3경간 연속 유선형강상판 강사장교(200+500+200m)이고, 주탑 모양은 다이아몬드형이다. 그리고, 케이블은 3웨이 120케이블(약 19,500m)이 시공됐다.

## 건설 필요성
물류비 절감과 목포권 관광발전을 위해 시에서 추진하고 있는 대표적인 중점 현안으로 현재 서해안고속도로와 신항의 연결로가 미비한 탓에 물동량 이동이 커지면서 필요성이 대두됐다. 정확히는 고하도에서 죽교동까지 연결되는 0.97km에 교량 3.18km의 사업으로 목포시는 보상을 끝내고 건립에 착수하고 있다.
예산확보에 어려움을 겪게 되자 정종득 시장은 2007년 사업비 확보를 위해 건설교통부 차관보와 면담을 갖고 750억 원 제공에 대한 입장을 전달하였으며 이와 함께 목포 신항 및 사회 간접 자본 확보를 위해 나섰다. 이에 따라 목포대교 사업이 정부 계속비 사업으로 선정됐다.
2009년 목포대교 사업비로 700억원을 확보, 조기 완공이 가능해졌으며 목포신항은 2011년까지 11선석 건설이 이뤄지도록 정부에 건의한 상태다. 이후 예산 확보에 어려움을 겪어 약간의 지연이 이뤄졌지만  차질없이 건설이 추진되어 2012년 6월 29일에 정식 개통되었다. 영산강하굿둑의 상습 교통 체증 해소와 함께 북항과 신외항, 대불산단 사이의 접근성이 상당히 호전되었다.

## 진입도로 문제
서해안고속도로가 목포 연산동으로 연결되는데 죽교동의 목포대교 입구까지 약 2km의 거리의 고하대로의 교통체증이 대두되었다. 이대로 완공되면 이 거리의 교통체증이 불보듯 뻔했기 때문이다.
그리하여 목포시는 고하대로의 정체를 해결코자 해안 우회도로, 고하대로 확장, 도시계획도로 개설, 고가도로 신설 등 여러 가지 대안을 놓고 타당성 용역을 벌이고 주민 설명회를 개최한 결과, 도시계획도로로 선정하였다.
도시계획도로는 삽진산단~산정농공단지~목포해양경찰서~북항 삼거리이다. 결국 시는 목포대교 개통 후 영산강하굿둑처럼 출·퇴근 시간 교통체증이 우려되어 진입도로 개설 공사를 하게 되었다.
128억원을 들여 길이 1.57km, 너비 20m의 도시계획도로 공사가 끝나면 교통량 분산 등으로 고하대로의 정체 해소에 큰 도움이 될 것으로 보인다.

## 교통량
목포시에서 목포대교 개통 후 교통수요 상태를 파악하고 향후 교통대책 계획수립에 따른 기초자료로 활용하기 위해 2012년 7월 6일부터 2012년 7월 12일까지 7일간 교통량조사를 실시하였다.
목포대교 교통량은 고하도 입구에서 통과하는 차량을 직원들이 직접 조사했으며 영산강 하굿둑 교통량은 해양항만청 사거리에 설치된 교통조사 CCTV에 의한 자료를 분석한 결과, 목포대교 통행량은 평일에는 13,168대, 토요일에는 19,344대, 일요일에는 18,155대다. 휴일 교통량의 급격한 증가 추세는 목포대교 야경과 다도해 조망을 위해 외지에서 관광하러 온 사람들이 많은 것으로 파악되었다.
같은 기간 영산강 하구언의 통행량은 하루 평균 4만 4475대였다. 목포대교 개통 전에는 5만여대였다. 특히, 퇴근 시간대(오후 6시~7시) 하굿둑에서 목포로 진입하는 차량이 목포대교 개통 전에는 하루 평균 2,267대였는데, 목포대교 개통 이후 1,627대로 감소하였다.
이에 따라 목포시에서는 영산강 하굿둑의 원활한 교통흐름과 목포대교 이용 활성화를 통한 원도심 지역경제에 활력을 불어넣기 위해 목포대교 진입도로 주변 배후 도시계획도로 조기 개설, 목포대교 진입로 교통신호체계 연동화, 교통안내판 정비, 주정차 단속, 목포대교 이용홍보 등 다각적인 방안을 강구할 방침이라고 한다.

## 대중문화
- 영화 롱 리브 더 킹: 목포 영웅에 버스가 목포대교에서 추락하여 큰 사고를 당하는 장면이 나온다.

## 같이 보기
- 목포시
- 대불국가산업단지
- 목포신항만